# Voltampermetru
Voltampermetrul este un aparat electric de măsură care poate fi folosit ca:
- Voltmetru
- Ampermetru

## Legături externe
- „Voltampermetru” la DEX online